# Sommosse popolari in Bahrein del 2011-2014
Le sommosse popolari in Bahrein del 2011 si inseriscono nel contesto delle coeve proteste nel mondo arabo.

## La rivolta

### La "giornata della collera"
Il "giorno della rabbia", organizzato nella rete internet, prende avvio in Bahrein il 14 febbraio provocando un morto e venti feriti negli scontri con la polizia. La situazione politica nel piccolo stato del golfo appare tra le più instabili della regione. La maggioranza sciita della popolazione, circa il 70 % del totale, denuncia da tempo discriminazioni interconfessionali da parte della dinastia sunnita al potere. Nel tentativo di contenere le proteste, il governo annuncia maggiore libertà di informazione e un versamento una tantum di mille dinari, circa 1 700 dollari, per ogni famiglia.

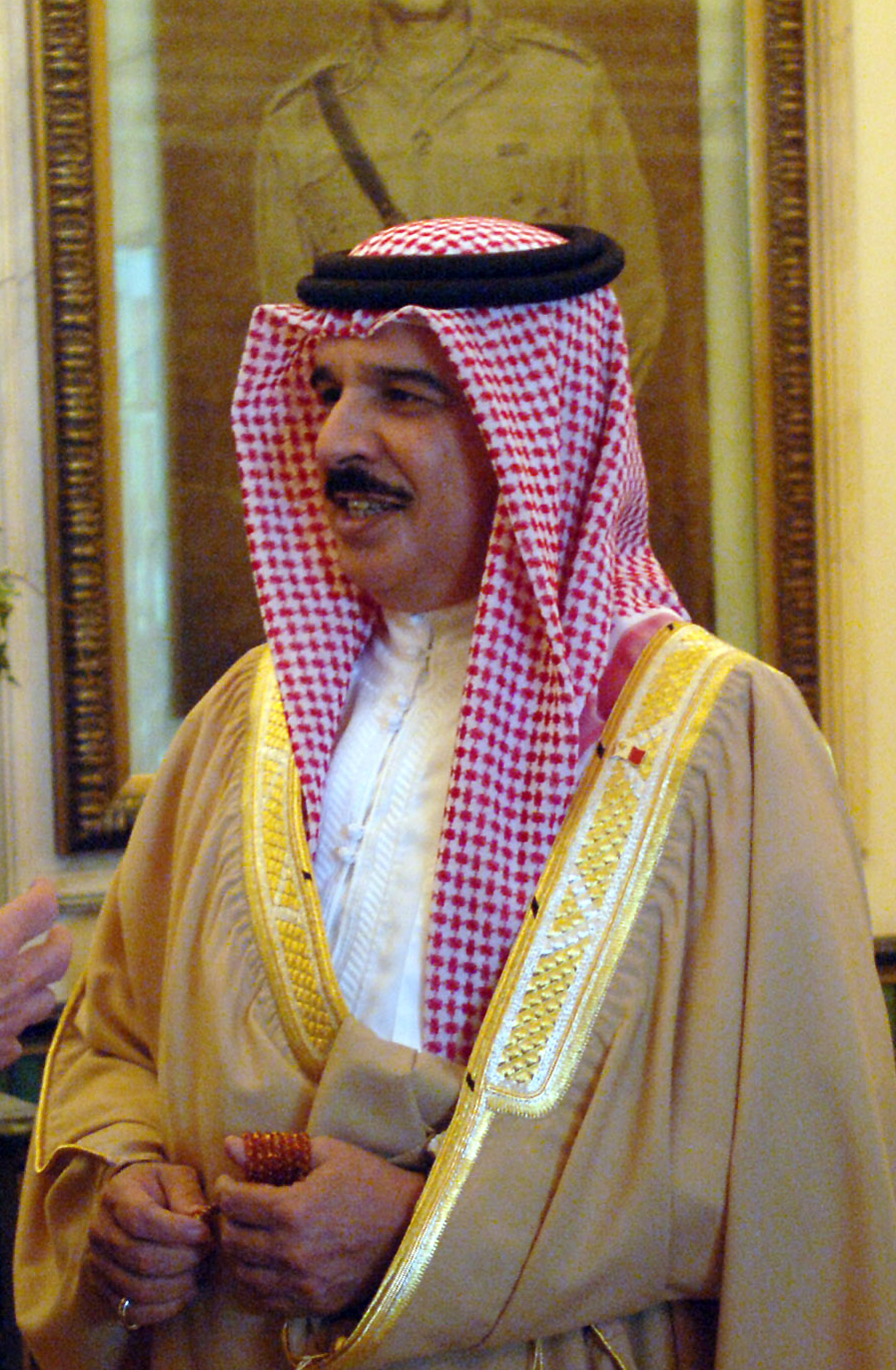
Hamad bin Isa Al Khalifa, re del Bahrein

Nella capitale i manifestanti sciiti si radunano per la morte di un secondo manifestante ucciso negli scontri accaduti nel corso della settimana. Il re Hamad bin Isa Al Khalifa, in occasione della morte del manifestante, esprime le sue condoglianze alle famiglie degli uccisi, e afferma che garantirà lo svolgimento di un'inchiesta. I manifestanti chiedono in primis le dimissioni del premier Khalifa ibn Salman Al Khalifa, al governo nel Paese dal 1971.

### Scontri a Piazza della Perla
Il 18 febbraio nella quarta giornata di protesta forze di sicurezza aprono il fuoco sui contestatori nei pressi di piazza Pearl ferendo almeno 23 persone. La folla si dirige poi a piazza Pearl, dove l'esercito ricorre alle armi da fuoco per allontanare i rivoltosi, secondo quanto sostenuto da un parlamentare del partito Wefaq, principale schieramento sciita che ha abbandonato il giorno prima il parlamento. L'episodio avviene il giorno successivo ad uno scontro che provoca la morte di quattro persone e il ferimento di 231 durante un raid della polizia che, munita anche di veicoli e carri armati, ha poi preso il controllo della piazza, occupata dai contestatori sciiti.
Il 20 febbraio migliaia di manifestanti continuano ancora a presidiare piazza della Perla a Manama, capitale del paese. I dimostranti vi fanno ritorno il giorno dopo che il governo, in un gesto di distensione, complici anche le pressioni giunte da Washington (il piccolo stato arabo è sensibile alle pressioni USA per via della presenza al suo interno della V flotta), ha ordinato il ritiro dei militari che vi erano dispiegati. A piazza della perla, riconquistata da pochi giorni, il presidio a oltranza dei dimostranti continua, mentre l'opposizione cerca un accordo col regime e la folla richiede le dimissioni del governo.
Il 22 febbraio la gente torna in strada in diverse manifestazioni in tutto il paese invocando un'autentica monarchia costituzionale, nella giornata della "marcia della fedeltà ai martiri", in onore dei 7 sciiti uccisi durante la repressione. Il Gran premio di Formula 1 in programma nel piccolo stato mediorientale per metà marzo viene intanto annullato dopo che il principe Salman bin Isa Al-Khalifa annuncia la rinuncia a organizzarlo per la necessità per il paese di "concentrarsi su questioni di immediato interesse nazionale".

### Prove di dialogo
A fine febbraio la liberazione di 23 militanti sciiti non spegne le proteste, ma spiana la strada al dialogo. Un più largo consenso fra partiti e associazioni, insieme all'appello rivolto da sette gruppi dell'opposizione per facilitare la ricerca del compromesso con le autorità, mitiga il clima di violenza dei giorni precedenti.
Il 26 febbraio rientra a Manama dopo anni d'esilio Hassan Mushaimaa, leader dell'opposizione sciita considerato troppo radicale, per unirsi ai manifestanti. Mushaimaa afferma di auspicare la fine del governo in carica per l'attuazione di riforme volute dall'intera maggioranza sciita del paese.
All'inizio di marzo 300 000 manifestanti per le strade di Manama dimostrano in appoggio al monarca del Bahrein. I manifestanti fedeli alla famiglia reale si dichiarano per l'unità tra sciiti e sunniti. A piazza della perla però migliaia di persone contestualmente chiedono le dimissioni del governo e riforme sociali e democratiche.
Per la prima volta, a due settimane dall'inizio delle proteste contro la famiglia reale e il governo, dimostranti di credo sciita si scontrano contro sunniti nella città di Hamad, a Sud di Manama, nella zona occidentale dell'isola. La protesta a Manama, nel frattempo, non si placa e i dimostranti continuano a chiedere le dimissioni del governo e una nuova costituzione. Il 6 marzo le donne sfilano di fronte al quartier generale del governo per "una maggiore uguaglianza fra i sessi e fra tutti i cittadini". Fra le richieste della folla, riforme politiche e l'abolizione del diritto di veto della camera alta del parlamento sulla camera eletta, introdotto dalla costituzione del 2002.

### Nuovi scontri
La situazione precipita il 13 marzo, giorno in cui la polizia disperde a colpi di lacrimogeni manifestanti assiepati a Piazza della Perla. Il giorno dopo l'Arabia Saudita, assieme ad altri paesi della Penisola arabica, mandano delle truppe in sostegno della monarchia; atto che, da parte dell'opposizione, viene interpretato come un'ingerenza inaccettabile. L'Iran, che, a maggioranza sciita, sostiene lo sciitismo in Iraq e Libano, protesta con le Nazioni Unite e chiede ai paesi confinanti di lanciare un appello ai sauditi affinché ritirino le truppe. In risposta il Bahrein espelle il 20 marzo l'incaricato d'affari iraniano, con l'accusa di aver avuto contatti con i gruppi d'opposizione.
Il 15 marzo il re proclama lo stato d'emergenza e mette al bando tutte le manifestazioni; le proteste, ciononostante, proseguono. La reazione della polizia è particolarmente dura; il giorno dopo sono sette i morti a causa della repressione. Il 18 marzo il monumento presente a piazza della Perla, la piazza simbolo della rivolta, viene demolito simbolicamente per iniziativa del re.